# 赤羽映画劇場
赤羽映画劇場（あかばねえいがげきじょう）は、かつて存在した日本の映画館である。1925年（大正14年）に赤羽萬歳館（あかばねばんざいかん）として開館、1965年（昭和40年）に赤羽東宝（あかばねとうほう）、1979年（昭和54年）にニュー赤羽映劇（ニューあかばねえいげき）と改称した。赤羽最古の映画館として知られる。
1968年（昭和43年）12月に開館し、同館の閉館後に同名を名乗った映画館は、同時に同経営（東亜興行）で開館した赤羽オデヲン座で扱う。

## 沿革
- 1925年（大正14年） - 赤羽萬歳館として開館[1][12]。
- 1927年（昭和2年） - 赤羽劇場を併設[2]。
- 1930年（昭和5年） - 赤羽劇場を650名規模の映画館に拡張[3]。
- 1940年（昭和15年）前後 - 赤羽映画劇場と改称、450名規模に縮小[5][6]。
- 1965年（昭和40年） - 赤羽東宝と改称。
- 1979年（昭和54年）2月3日 - ニュー赤羽映劇と改称[17]。
- 1982年（昭和57年）前後 - 閉館[18]。
- 1984年（昭和59年）前後 - 赤羽東亜会館の赤羽東映劇場が「赤羽映画劇場」と改称[19][20]。
- 1991年（平成3年） - 赤羽東亜会館の「赤羽映画劇場」が閉館する[20]。
- 2006年（平成18年）9月 - ニュー赤羽映劇跡地にマンション「ウィルローズ赤羽」竣工[21]。

## データ
- 所在地 : 東京府北豊島郡岩淵町赤羽町98番地[2][12]
  - のちの東京府東京市王子区赤羽町2丁目401番地[5]（402番地[8]）
  - 現在の東京都北区赤羽1丁目55番8号 （現況はマンション「ウィルローズ赤羽」[21]）

北緯35度46分59.94秒 東経139度43分15.24秒 / 北緯35.7833167度 東経139.7209000度
- 観客定員数 : 
  - 萬歳館 : 276名（1927年[2]、1929年[4]）
  - 赤羽劇場 : 438名（1927年[2]）、650名（1930年[3]）
    - 赤羽映画劇場 : 450名（1942年[5]）、400名（1943年[6]）

## 概要

### 赤羽最古の映画館
1925年（大正14年）、岩槻街道（日光御成街道）の赤羽交差点近くの東京府北豊島郡岩淵町赤羽町98番地に、赤羽萬歳館として開館する。当時は日活作品を上映する映画館であった。1927年（昭和2年）までには、経営元が赤羽萬歳館株式会社になり、阪間好之助（坂間由三郎）が経営を行い、日活のほか帝国キネマ演芸、マキノ・プロダクションの作品を上映する映画館になり、同地に赤羽劇場を併設した。同年12月15日、王子電車（王子電気軌道）が赤羽交差点まで延長され、赤羽電停ができて、同館周辺が商業的ににぎわうようになった。当時、坂間は多くの映画館を手中に収め、帝国キネマ演芸とマキノ・プロダクションの作品を興行していたが、なかでも同館とならび王子萬歳館（王子町王子333番地）、瀧ノ川萬歳館（滝野川町滝野川1742番地）、尾久萬歳館（尾久町下尾久132番地）といった東京府下の「萬歳館」をそのチェーンに組み込んでいた。同時期に同地域に存在した西ケ原萬歳館（滝野川町西ヶ原東谷134番地、のちの西ケ原キネマおよび西ケ原大都館）については、嶋村信廣の経営（西ケ原キネマ改称後は小川錦蝶の経営）でマキノ作品を興行していた。当時、同館および「萬歳館」系列を手がけていた坂間は、マキノキネマ関東配給所の代表も務め、マキノの垂直統合の一翼を担っていた。1930年（昭和5年）には、ひきつづき阪間が経営を行い、赤羽劇場と改称して650名規模の劇場に拡張、再び日活の上映館とした。一方、王子・瀧ノ川・尾久の各「萬歳館」ではマキノ系列を続行した。1931年（昭和6年）4月には、マキノ・プロダクションは作品供給を停止し、再開はしなかった。
1940年（昭和15年）前後に赤羽映画劇場と改称して大きさを450名規模に縮小、第二次世界大戦が始まる1942年（昭和17年）までに経営は高麗田興行部に変わり、赤羽町1丁目13番地に、香取興行部が経営する東京第二壽館ができている。同年には戦時統制が敷かれ、日本におけるすべての映画が同年2月1日に設立された社団法人映画配給社の配給により、すべての映画館が紅系・白系の2系統に組み入れられるが、戦争中の配給系統は、同館が白系、東京第二壽館が紅系に棲み分けた。このころには王子・瀧ノ川・尾久の各「萬歳館」は、王子が青木角蔵、瀧ノ川が平野與次、尾久が平野勉の経営にそれぞれ譲渡されていた。1943年（昭和18年）には、同館の経営が本間梅太郎の個人経営に変わっている。
戦後は、国鉄（現在のJR東日本）京浜東北線の赤羽駅を中心に映画館が増え、1954年（昭和29年）までには、赤羽映画劇場のほかに、赤羽文化劇場（赤羽町2丁目548番地）、赤羽東映劇場（稲付町3丁目27番地）、オリンピア映画劇場（赤羽オリンピア劇場、赤羽町1丁目67番地）、中央映画劇場（赤羽中央劇場、赤羽町1丁目21番地）が新設され、営業されていた。1957年（昭和32年）までには、赤羽第一映画劇場（赤羽第一劇場）が開館し、赤羽地区の映画館は合計6館になった。同館だけは、国鉄駅から距離のある東京都電車赤羽線の終点・赤羽電停の至近に位置し、戦前からの商業地域のなかにあった。
同館は戦後、東宝の封切館になっており、1965年（昭和40年）ころに赤羽東宝と改称している。このころには赤羽オリンピア劇場、赤羽中央劇場、赤羽東映劇場はすでに閉館しており、1968年（昭和43年）12月には、高橋康友の東亜興行が国鉄赤羽駅西口に「赤羽東亜会館」を建設し、赤羽オデヲン座、および赤羽東映劇場（閉館した劇場とは異なる、のちの赤羽映画劇場）を開館し、合計5館になっている。1970年代に入り、1972年（昭和47年）11月12日、東電赤羽線（王子駅前 - 赤羽間、27系統）が廃止になっており、商業の中心が国鉄駅寄りにシフトしている。以降、1975年（昭和50年）前後に赤羽第一劇場が閉館、1979年（昭和54年）2月3日、同館は東宝の封切りをやめ、ニュー赤羽映劇と改称して成人映画館となった。当時の同館の経営は、シネマシティ株式会社の前身であるタツミ興行の子会社・タツミ興産であったが、1982年（昭和57年）前後には、同館は閉館した。

### 閉館後
その後の赤羽地区では、赤羽日活文化劇場（かつての赤羽文化劇場）、東亜興行の赤羽オデヲン座、およびニュー赤羽映劇の閉館後に赤羽映画劇場と改称したかつての赤羽東映劇場（赤羽劇場とも）の3館になり、1985年（昭和60年）6月に赤羽日活文化劇場が、1991年（平成3年）に赤羽オデヲン座および赤羽映画劇場がそれぞれ閉館、このとき同地区のすべての映画館が消滅した。
同年11月29日、赤羽交差点付近に東京メトロ・南北線の赤羽岩淵駅が開業したが、都電赤羽線の赤羽電停廃止から19年経っていた。2006年（平成18年）9月、大正末期に赤羽萬歳館が建って以来の映画館の跡地に、14階建のマンション「ウィルローズ赤羽」が竣工し、41戸が分譲されて、現在に至る。